# Vzporedna krivulja
Vzporedna krivulja je ovojnica družine skladnih krožnic s središči na krivulji. So posplošitev pojma vzporednih premic. Lahko jih definiramo tudi kot krivuljo, katere točke imajo stalno pravokotno (normalno) razdaljo od dane krivulje  . 
Včasih to krivuljo imenujemo tudi premaknjena krivulja, ker se nanaša na translacijo.
Krivulja je avtoparalelna (sebi vzporedna), če je sama sebi vzporedna. Involuta (evolventa) krožnice je takšen primer. 

## Parametrična oblika
Za parametrično definirano krivuljo nam naslednji enačbi definirata eno vejo vzporedne krivulje z razdaljo {\displaystyle a\,}. Druga veja se dobi, če vstavimo {\displaystyle -a\,}). 
{\displaystyle X[x,y]=x+{\frac {ay'}{\sqrt {x'^{2}+y'^{2}}}}}

{\displaystyle Y[x,y]=y-{\frac {ax'}{\sqrt {x'^{2}+y'^{2}}}}}.

## Nekatere lastnosti
Podobno kot pri vzporednih premicah, je pravokotnica na krivuljo tudi pravokotnica na njene vzporednice. 
Ko oblikujemo vzporedne krivulje, imajo krivulje točke obrata, na mestih, kjer je razdalja od krivulje enaka polmeru ukrivljenosti. To so tudi točke, kjer se krivulja dotika svoje evolute. Ker imajo vzporedne krivulje skupno pravokotnico (normalo), imajo tudi skupno evoluto. 

## Vektorska oblika enačbe
{\displaystyle {\vec {r}}=r(t)}
{\displaystyle {\vec {R}}={\vec {r}}+a{\frac {{\vec {r}}\,'}{|{\vec {r}}\,'|}}{\begin{pmatrix}0&1\\-1&0\end{pmatrix}}={\vec {r}}+{\frac {{\vec {r}}\,'}{|{\vec {r}}\,'|}}{\begin{pmatrix}0&a\\-a&0\end{pmatrix}}}
kjer matrika {\displaystyle {\begin{pmatrix}0&1\\-1&0\end{pmatrix}}} pomeni vrtenje vektorja za 90º v smeri gibanja urinega kazalca.